# Джон Сміт (рефері)
Джо́н Смі́т (англ. John Smyth, нар.28 травня 1928  — †4 січня 2007 ) - професійний рефері зі снукеру.

## Біографія та кар'єра
Джон Сміт народився в Ірландії. До початку своєї кар'єри рефері він 28 років працював водієм  Лондонського метро. Також він грав в снукер на любительському рівні і був 6-кратним чемпіоном Piccadilly line. Хоча Сміт отримав статус професіонального рефері у 1978 році, ще у 1977 він судив фінал  чемпіонату світу (таким чином, Джон став першим рефері фінального матчу світової першості у Крусіблі). У тому ж році він став одним із засновників Асоціації Професійних Рефері снукеру (PRA). Пізніше, у 1982 він знову судив фінал  чемпіонату світу, коли Алекс Хіггінс виграв свій другий титул на цьому турнірі. Також, у 1984, на турнірі  Мастерс Сміт обслуговував матч, в якому Кірк Стівенс зробив максимальний брейк.
Джон Сміт був одним з основних снукерних рефері у 1980-х. Він звільнився в 1996 році, але продовжував активну діяльність в снукері: все життя він був президентом PRA. Помер Сміт у 2007 році від  раку.